# Uvernet-Fours
  Uvernet-Fours  es una localidad y comuna de Francia, en la región de Provenza-Alpes-Costa Azul, departamento de Alpes de Alta Provenza, en el distrito de Barcelonnette y  valle del río Ubaye.

## Demografía
| 164 | 253 | 506 | 526 | 543 | 614 |
| Para los censos de 1962 a 1999 la población legal corresponde a la población sin duplicidades (Fuente: INSEE [Consultar]) |     |     |     |     |     |

## Lugares de interés
- Estación de esquí de Pra Loup.